# (11251) Icarion
(11251) Icarion, désignation internationale (11251) Icarion, est un astéroïde troyen jovien.

## Description
(11251) Icarion est un astéroïde troyen jovien, camp grec, c'est-à-dire situé au point de Lagrange L4 du système Soleil-Jupiter. Il présente une orbite caractérisée par un demi-grand axe de 5,159 UA, une excentricité de 0,003 et une inclinaison de 4,2° par rapport à l'écliptique.
Il est nommé en référence au personnage de la mythologie grecque Icarion, acteur du conflit légendaire de la guerre de Troie.

## Compléments